# هاكان إيرشيكر
هاكان إيرشيكر (مواليد 5 يوليو 1994) هو ملاكم قطري، مثّل بلاده في الألعاب الأولمبية الصيفية 2016.

## روابط خارجية
هاكان إيرشيكر على موقع بوكس ريك (الإنجليزية) (registration required)
- هاكان إيرشيكر على موقع اللجنة الأولمبية الدولية (الإنجليزية)
- هاكان إيرشيكر على موقع أوليمبيديا (الإنجليزية)